# Nitroglicole
Il nitroglicole è conosciuto anche come etileneglicol dinitrato o EGDN.

## Proprietà
Di formula C2H4(ONO2)2  è un liquido oleoso giallastro, incolore se purissimo. È abbastanza volatile e ha un caratteristico odore dolciastro. Ha una densità di 1,48 g/ml ed è solubile in acqua in ragione di 5 g/l. È un potente esplosivo, parecchio sensibile all'urto, meno alla temperatura. La velocità di detonazione massima è di 8266 m/s. Se acceso brucia con fiamma azzurra.
È molto simile alla nitroglicerina, ma è molto più stabile nel tempo e quindi meglio conservabile. È sorprendentemente resistente agli shock meccanici. Fonde a -22,4 °C e si decompone prima del punto di ebollizione. La decomposizione avviene a circa 70 °C con successiva detonazione del composto. Viene prodotto per nitrazione del glicoletilenico con miscela solfonitrica (ratio1:1) a 5-10 °C.

## Utilizzi
L'EGDN generalmente viene utilizzato nelle dinamiti perché abbassa il punto di fusione della nitroglicerina che a temperature prossime agli 0 °C inizia a dilatarsi e ad uscire dai candelotti di dinamite con conseguenze facilmente immaginabili. Viene anche utilizzato per la preparazione di polveri da lancio fredde e come agente di riconoscimento degli esplosivi al plastico dai cani poliziotti.

## Precauzioni
Il nitroglicole è un potente esplosivo sensibile agli urti e va maneggiato con cautela. È anche molto velenoso sia per inalazione dei vapori che per contatto con la pelle, venendo facilmente assorbito. Presenta una forte azione cardiovascolare e, in persone sane, provoca facilmente l'angina pectoris.